# 硝酸塩素
硝酸塩素（しょうさんえんそ、Chlorine nitrate）は、成層圏に存在する重要な大気ガスの一つ。オゾン減少に関与する塩素の大気降下物である。
成層圏に存在する塩素の大部分は硝酸塩素と塩化水素の形で存在するが両方とも通常の状態では不活性な物質である。しかし、固体や液体が存在すると塩化水素と反応して塩素と硝酸に分解する。
{\displaystyle {\ce {ClNO3}}} +{\displaystyle {\ce {HCl}}}→ {\displaystyle {\ce {Cl2}}} + {\displaystyle {\ce {HNO3}}}
ここで生成した塩素は強力な紫外線によって容易に塩素ラジカルに分解され、オゾンを酸素に分解する。
Cl・ + O3 → ClO・ + O2
ClO・ + [O] → Cl・ + O2